# Freezing
Freezing (フリージング Furījingu) là một bộ manga được viết bởi Lim Dall-young và minh họa bởi Gim Gwang Hyeon. Hai tác giả người Hàn Quốc này từng sáng tác nhiều manga và manhwa nổi tiếng như Kurokami, Unbalance Unbalance, Zero và Aflame Inferno. Tác phẩm xoay quanh cuộc chiến chống lại thế lực ngoài hành tinh, Nova, của loài người, bao gồm những nữ chiến binh Pandora và các cộng sự nam giới của họ là Limiter.
Freezing bắt đầu đăng thường kì trên tạp chí manga dành cho seinen Comic Valkyrie của Kill Time Communication từ số tháng 3 năm 2007. Tankōbon đầu tiên ra mắt ngày 17 tháng 10 năm 2010 và hiện đã có mười hai tập được xuất bản đến ngày 27 tháng 10 năm 2011 thông qua thương hiệu in ấn Valkyrie Comics. Một manga ngoại truyện có tựa Freezing: First Chronicle (フリージング　ファーストクロニクル Furījingu: Fāsuto Kuronikuru), cũng được đăng từ số tháng 11 năm 2011 của Comic Valkyrie. Một chuyển thể anime dài 12 tập cho A.C.G.T sản xuất đã phát sóng trên kênh AT-X và các đài khác tại Nhật Bản từ tháng 1 đến tháng 4 năm 2011. Anime được cấp phép phân phối tại Bắc Mỹ bởi Funimation Entertainment, và dự kiến sẽ phát hành phim tại khu vực này trong năm 2012.